# Дворников, Георгий Георгиевич
Георгий Георгиевич Дворников (укр. Георгій Георгійович Дворников; 17 августа 1951, Киев — 13 февраля 1998, Киев) — советский и украинский киноактёр, в большинстве кинолент выступал как актёр второго плана.

## Биография
Учился в общеобразовательной школе № 145 в Киеве. Служил в ансамбле внутренних войск МВД СССР, по воспоминаниям М. А. Воленберга, выступал дуэтом с В. В. Нечепоренко. Затем уехал в Москву, и поступил во Всесоюзный государственный институт кинематографии на актёрский факультет, который окончил в 1972 году. С 1973 года актёр Киевской киностудии имени А. П. Довженко. После развала СССР состоял членом Национального союза кинематографистов Украины. Снялся в порядка 70 кинолентах. Последние годы жизни из-за невостребованности страдал алкоголизмом, вследствие чего отказали ноги, и вскоре умер.

## Фильмография
- 1998. Роксолана 2. Любимая жена Халифа. Гасан (нет в титрах).
- 1997. Роксолана 1. Пленница султана. Гасан.
- 1995. Гелли и Нок. (эпизод).
- 1994. Выкуп. (эпизод).
- 1994. Весёленькая поездка. турист.
- 1993. Ожидая груз на рейде Фучжоу возле Пагоды. (эпизод).
- 1993. Роман императора. (эпизод).
- 1993. Заложники страха. репортёр.
- 1992. Человек из команды «Альфа». похититель.
- 1992. Убийство в Саншайн-Менор. бармен.
- 1992. Сердца трёх. блаженный.
- 1991. Прорыв[укр.]. старший прапорщик (главная роль).
- 1991. Одиссея капитана Блада. Николас Дрейк, помощник капитана на «Арабелле».
- 1991. Ниагара[укр.]. Вовка, муж Жени.
- 1991. Имитатор. установщик телефона.
- 1990. Проект «Альфа». Константин Петрович, помощник командира, капитан-лейтенант.
- 1990. Допинг для ангелов[укр.]. рабочий.
- 1989. Трудно быть богом.
- 1989. Зелёный огонь козы. (эпизод).
- 1988. Дорога в ад. водитель грузовика.
- 1988. Дама с попугаем. Жора, альпинист.
- 1987. Сказка о громком барабане. красноармеец Хвыля.
- 1987. Жменяки[укр.].
- 1986. Счастлив, кто любил.... Гунько.
- 1986. Прорыв. (эпизод) (нет в титрах).
- 1986. Нас водила молодость.... Микола Трубоченко, командир роты Красной армии, также взводный Шебурова.
- 1986. Мост через жизнь. мужчина на митинге (нет в титрах).
- 1986. Капитан «Пилигрима». (эпизод).
- 1986. Борис Годунов. Митюха (нет в титрах).
- 1985. По зову сердца. (эпизод).
- 1985. Контрудар. кинооператор.
- 1985. Кармелюк. Семён Лубко, рекрут (нет в титрах).
- 1985. Каждый охотник желает знать.... ассистент оператора.
- 1985. Батальоны просят огня. конвойный.
- 1984. Единица с обманом. (эпизод).
- 1984. Груз без маркировки. водитель, забирающий бельё в прачечную.
- 1983. Не было бы счастья...[укр.]. игрок в домино.
- 1983. На вес золота. Гиря.
- 1982. Фауст. Брандер.
- 1982. Семейное дело. (эпизод).
- 1982. Без году неделя. Александр Степанов, электрик-радист.
- 1981. Осенняя дорога к маме (короткометражный). (эпизод в киевском аэропорту).
- 1981. Ожидание. матрос-рабочий с землечерпалки.
- 1981. Высокий перевал. Буянцев, демобилизованный гвардии старший сержант.
- 1980. Берём всё на себя. Фёдор Калинушкин, старшина 1-й статьи.
- 1979. Так и будет. Василий Каретников, лейтенант.
- 1979. Поезд чрезвычайного назначения. (эпизод).
- 1979. Дачная поездка сержанта Цыбули. Коля.
- 1978. Подпольный обком действует. (эпизод).
- 1978. Песня, опаленная войной. солдат.
- 1978. Накануне премьеры. актёр.
- 1978. Мятежный «Орионъ». Оболенский.
- 1977. Тачанка с юга. Пироженко, чекист под видом спекулянта.
- 1977. Талант. солдат, позже — студент-красноармеец.
- 1977. Право на любовь. (эпизод).
- 1976. Место спринтера вакантно. (эпизод).
- 1976. Костя Барабаш из 10 «Б». Маноха.
- 1976. Аты-баты, шли солдаты.... Гусев, рядовой.
- 1975. Смотреть в глаза.... Жора.
- 1975. Не отдавай королеву[укр.]. Тумарк.
- 1975. Мустанг-иноходец[укр.]. Чарли.
- 1975. Вы Петьку не видели? колхозник.
- 1975. Волны Чёрного моря. большевик со знаменем (нет в титрах).
- 1974. Юркины рассветы. Коля Мельников.
- 1974. Трудные этажи. член комиссии (нет в титрах).
- 1974. Рождённая революцией. Никита, сотрудник уголовного розыска.
- 1973. Как закалялась сталь. часовой на квартире Цюрберта (нет в титрах).
- 1972. Командир счастливой «Щуки». Рогожин (нет в титрах).
- 1971. Офицеры. солдат-украинец в санитарном поезде (нет в титрах).

## Семья
- Сын — Георгий Георгиевич Дворников.